# Netroškovni princip
Netroškovni princip je odgovor suvremene proizvodnje na diktat tržišta sa stanovišta cijene proizvoda (inzistira na niskim cijenama). Na cijenu treba gledati kao na nešto što se utvrđuje od strane tržišta (kupca): 
Prodajna cijena - troškovi = dobit